# Cillie Hempels
Cillie Hempels (?- Hamburgo, 29 de agosto de 1642) fue una mujer alemana torturada y ejecutada acusada de brujería, apostasía y del asesinato de su marido.

## Biografía
Cillie Hempels fue juzgada por el Tribunal del Distrito de Hamburgo. Los jueces la acusaron de haberse alejado de Dios, de haber hechizado a su marido y de haberlo asesinado.
No está claro si hubo alguna investigación antes del juicio. Tras un juicio que duró una semana, y después de que ella confesara bajo tortura, el lunes 22 de agosto de 1642, el tribunal la condenó inicialmente a ser quemada viva. Sin embargo, el 29 de agosto, ante un numeroso público, finalmente sufrió la tortura de la rueda, antes de que su cuerpo fuera arrojado a la hoguera.
La ley municipal de Hamburgo castigaba el asesinato con la decapitación pero no por la hoguera. Solamente la brujería podía sentenciada a la hoguera. Cillie Hempels fue la última persona registrada en juicios por brujería en Hamburgo. Otros procedimientos legales conocidos contra presuntas brujas y magos en la ciudad hanseática o sus alrededores, eran anteriores a este.